# Gare de Cardedeu
La gare de Cardedeu (en catalan : estació de Cardedeu) est une gare ferroviaire espagnole qui appartient à ADIF située au sud de la vieille ville de la commune de Cardedeu, dans la comarque du Vallès Oriental. La gare se trouve sur la ligne Barcelone - Gérone - Portbou et des trains de la ligne R2 Nord des Rodalies de Barcelone, opérés par Renfe s'y arrêtent.
La gare est adaptée aux personnes à mobilité réduite (PMR), car elle possède un sous-sol avec des rampes d'accès, en plus d'une connexion avec le BUC (Bus Urbain de Cardedeu).

## Histoire
Cette gare de la ligne de Gérone est entrée en service en 1860 lorsque le tronçon construit par les Chemins de fer de Barcelone à Granollers (devenu plus tard les Chemins de fer de Barcelone à Gérone) a été créé entre Granollers Centre et Maçanet-Massanes, dans le prolongement du chemin de fer de Barcelone à Granollers.
Le bâtiment actuel date de 1972, année de la démolition de l'ancienne gare située environ 150 mètres plus bas en direction de Granollers.
En 2016, 772 000 passagers ont transité en gare de Cardedeu.